# Youssouf Ahmat Tyera
Youssouf Ahmat Tyera né le 1er janvier 1965 à Iriba, Tchad est un officier supérieur tchadien et écrivain,,.

## Biographie

### formation
Youssouf Ahmat Tyera nait le 1er janvier 1965. Après des études primaires à Iriba et secondaires à Abéché et Moundou, il obtient un baccalauréat G2 en 1989 à N'Djamena. Il poursuit des études supérieures en comptabilité et finances, en gestion des entreprises et en droit à N'Djamena, Paris et Tunis. Son parcours militaire l’amène à se former en France, notamment à l'École d'État-major de la gendarmerie et au Collège Interarmées de Défense. Il soutient sa thèse de doctorat à l'Université de Sfax en Tunisie en 2022
,.

### Carrière
Il a occupé le poste de commandant de la gendarmerie nationale de 1992 à 1994. En 1997, il est promu Directeur général de l'Agence Nationale de Sécurité. Il occupe ensuite le poste de Directeur général de la gendarmerie nationale entre 2001 et 2003. La même année, il est nommé Gouverneur de la région du Borkou-Ennedi-Tibesti, un poste qu'il quittera un an plus tard. En 2008, il est promu Chef du centre opérationnel interarmées de la présidence de la République. En 2022, il est nommé Conseiller spécial à la Présidence. En 2023, il est admis en retraite anticipée avec le grade de général de brigade,,,.

## Publications
- 2021 : Les traces d'un grand patriarche autodidacte, Ifrikiya[9],[10]
- 2024 : Récit de voyage, un voyage dans les méandres du monde, Colibri[11]